# Dolichupis
Dolichupis is een geslacht van weekdieren uit de klasse van de Gastropoda (slakken).

## Soorten
- Dolichupis acutidentata (Gaskoin, 1836)
- Dolichupis akangus Simone & Cunha, 2012
- Dolichupis artema (Cate, 1979)
- Dolichupis burius (Cate, 1979)
- Dolichupis cicatrosa (G. B. Sowerby II, 1870)
- Dolichupis citeria (Cate, 1979)
- Dolichupis clypeus Dolin, 1991 †
- Dolichupis derkai Fehse & Grego, 2002
- Dolichupis dorsennus (Cate, 1979)
- Dolichupis halians (Cate, 1979)
- Dolichupis iota (Cate, 1979)
- Dolichupis janae (Lorenz, 2001)
- Dolichupis leei Fehse & Grego, 2010
- Dolichupis leucosphaera (Schilder, 1931)
- Dolichupis malvabasis Dolin, 2001
- Dolichupis mediagibber Fehse & Grego, 2010
- Dolichupis meridionalis (Cate, 1979)
- Dolichupis myrae (Campbell, 1961)
- Dolichupis panamensis (Dall, 1902)
- Dolichupis paucilirata (G. B. Sowerby II, 1870)
- Dolichupis pingius Simone & Cunha, 2012
- Dolichupis producta (Gaskoin, 1836)
- Dolichupis pulloidea (Dall & Ochsner, 1928)
- Dolichupis ritteri (Raymond, 1903)
- Dolichupis rubinicolor (Gaskoin, 1836)
- Dolichupis tindigei Fehse & Grego, 2010
- Dolichupis vemacola (Liltved, 1987)
- Dolichupis virgo Fehse & Grego, 2005